# Almaeninae
Almaeninae es una subfamilia de foraminíferos bentónicos de la familia Almaenidae, de la superfamilia Nonionoidea, del suborden Rotaliina y del Orden Rotaliida. Su rango cronoestratigráfico abarca desde el Eoceno hasta la Actualidad.

## Clasificación
Almaeninae incluye a los siguientes géneros:
- Almaena †
- Ganella †
- Pseudoplanulinella †
- Queraltina †
- Saraswati †

Otros géneros considerados en Almaeninae son:
- Kelyphistoma †, considerado subgénero de Almaena, Almaena (Kelyphistoma), y aceptado como Almaena
- Planulinella †, aceptado como Almaena